# Echive d'Ibelin (1253-1312)
Pour les articles homonymes, voir Echive d'Ibelin.
Echive d'Ibelin, née en 1253, morte en 1312, était fille de Jean d'Ibelin (mort en 1264), seigneur de Beyrouth, et d'Alix de La Roche, fille de Guy Ier, duc d'Athènes de 1225 à 1263.
Elle devint dame de Beyrouth à la mort de sa sœur Isabelle d'Ibelin en 1282.
Elle épousa en premières noces en 1274 Onfroy de Montfort, seigneur de Tyr (mort en 1284) et eut :
- Amaury de Montfort (mort en 1304) ;
- Rupen de Montfort (mort en 1313) ;
- Alix  de Montfort ;
- Helvis  de Montfort.

Veuve, elle se remaria en secondes noces en 1291 avec Guy de Lusignan, connétable de Chypre (mort en 1302), et eut :
- Hugues IV (1294-1359) roi de Chypre ;
- Isabelle de Lusignan (née en 1298), mariée en 1322 à Eudes de Dampierre (mort en 1330).